# Urma
Urma (nep. उर्मा) – gaun wikas samiti w zachodniej części Nepalu w strefie Seti w dystrykcie Kailali. Według nepalskiego spisu powszechnego z 2001 roku liczył on 1387 gospodarstw domowych i 11070 mieszkańców (5572 kobiet i 5498 mężczyzn).